# Elliptio steinstansana
Elliptio steinstansana är en musselart som beskrevs av R. I. Johnson och Clarke 1983. Elliptio steinstansana ingår i släktet Elliptio och familjen målarmusslor. IUCN kategoriserar arten globalt som akut hotad. Inga underarter finns listade i Catalogue of Life.